# Eider Merino Cortázar
Eider Merino Cortázar (Balmaseda, 2 d'agost de 1994) és una ciclista basca, professional des del 2013 i actualment a l'equip Le Col-Wahoo.
Abans d'incorporar-se al Movistar Team el 2018, Merino va rodar durant cinc anys amb l'equip Lointek. El seu germà gran Igor Merino també és un ciclista professional, però ja retirat.

## Palmarès
- 2011
  -  Campiona d'Espanya júnior en ruta
- 2014
  - 1a a la Copa d'Espanya sub-23
- 2015
  - 1a al Trofeu Ria de Marín
- 2016
  - 1a a la Copa d'Espanya sub-23
- 2017
  - 1a al Gran Premi Muniadona
  - 1a la Volta a Burgos femenina
  - Vencedora d'una etapa a la Volta a València
- 2018
  -  Campiona d'Espanya en ruta
  - 1 etapa del Tour de l'Ardecha